# Coliseum Theatre
Pour l’article ayant un titre homophone, voir Coliseum Theater.
Le Coliseum Theatre (connu aussi sous le nom de London Coliseum), situé sur St. Martin's Lane, dans la Cité de Westminster, est l'un des plus grands théâtres de Londres, et l'un des mieux équipés. Il a ouvert en 1904, et a été conçu par l'architecte théâtral Frank Matcham (en) (qui conçut aussi le London Palladium), pour l'imprésario Oswald Stoll. Leur ambition était de construire le plus grand et le meilleur des « palais de divertissement du peuple » de l'époque.
La performance inaugurale qui s'est déroulée le 24 décembre 1904 était une émission de variétés. En 1911, le dramaturge W. S. Gilbert a produit sa dernière pièce ici, The Hooligan.
Le théâtre a changé de nom, devenant le Coliseum Theatre au moment de la première de 651 représentations de la comédie musicale L'Auberge du Cheval-Blanc, le 8 avril 1931. Il reprit son nom originel lorsque la Société d'Opéra de Sadler's Wells, venant du Sadler's Wells Theatre, s'y installa en 1968. En 1974, cette Société changea de nom pour devenir l'English National Opera, et acheta le bâtiment pour 12,8 millions de livres.

## Transports
Le London Coliseum est situé près de plusieurs stations de métro :
- Leicester Square (Piccadilly et Northern lines)
- Charing Cross (Northern et Bakerloo lines)
- Embankment (Northern, Bakerloo, Circle et District lines)